# Ruellia simplex
Ruellia simplex är en akantusväxtart som beskrevs av John Wright. Ruellia simplex ingår i släktet Ruellia och familjen akantusväxter. Inga underarter finns listade i Catalogue of Life.

## Bildgalleri

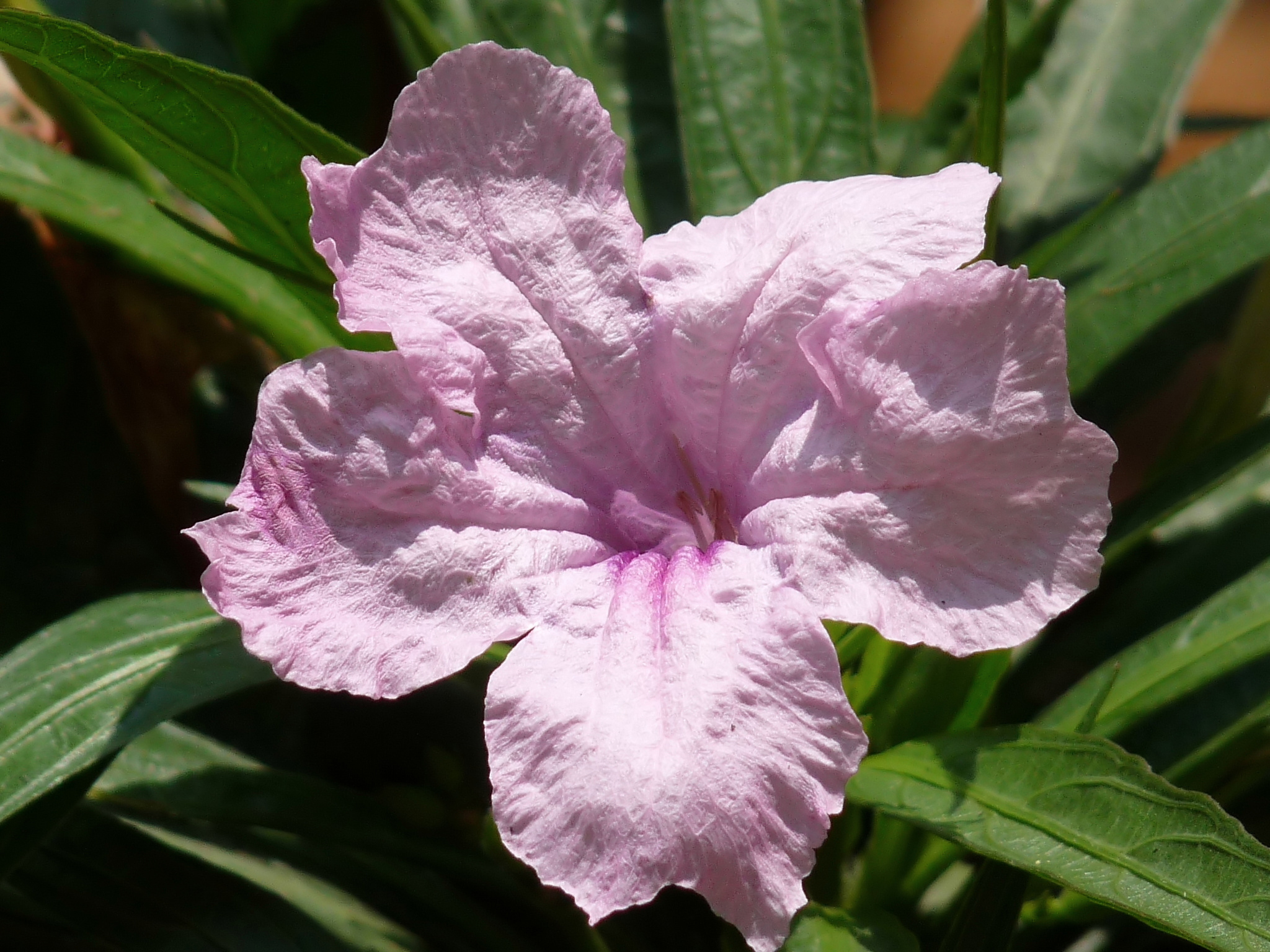
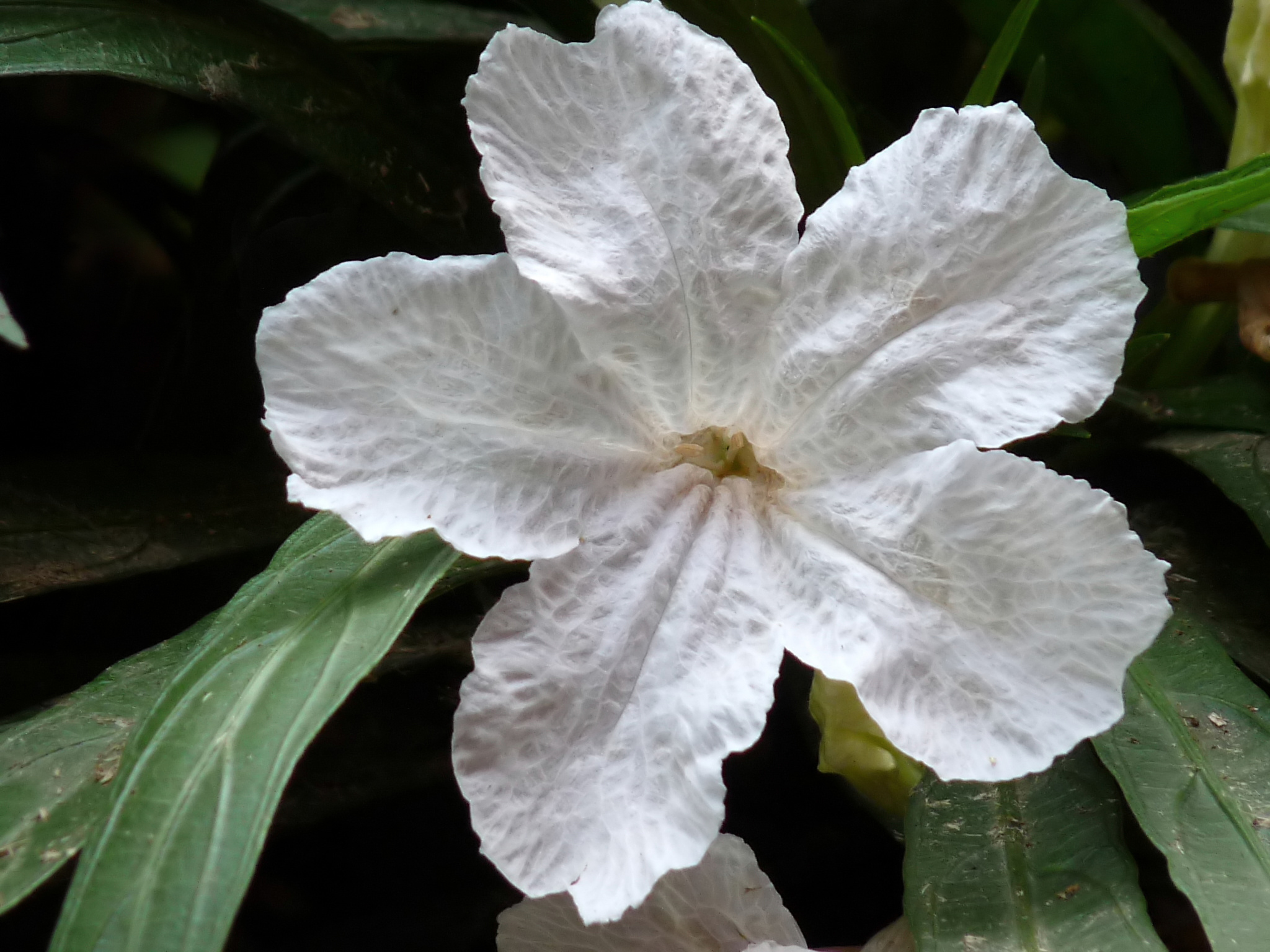
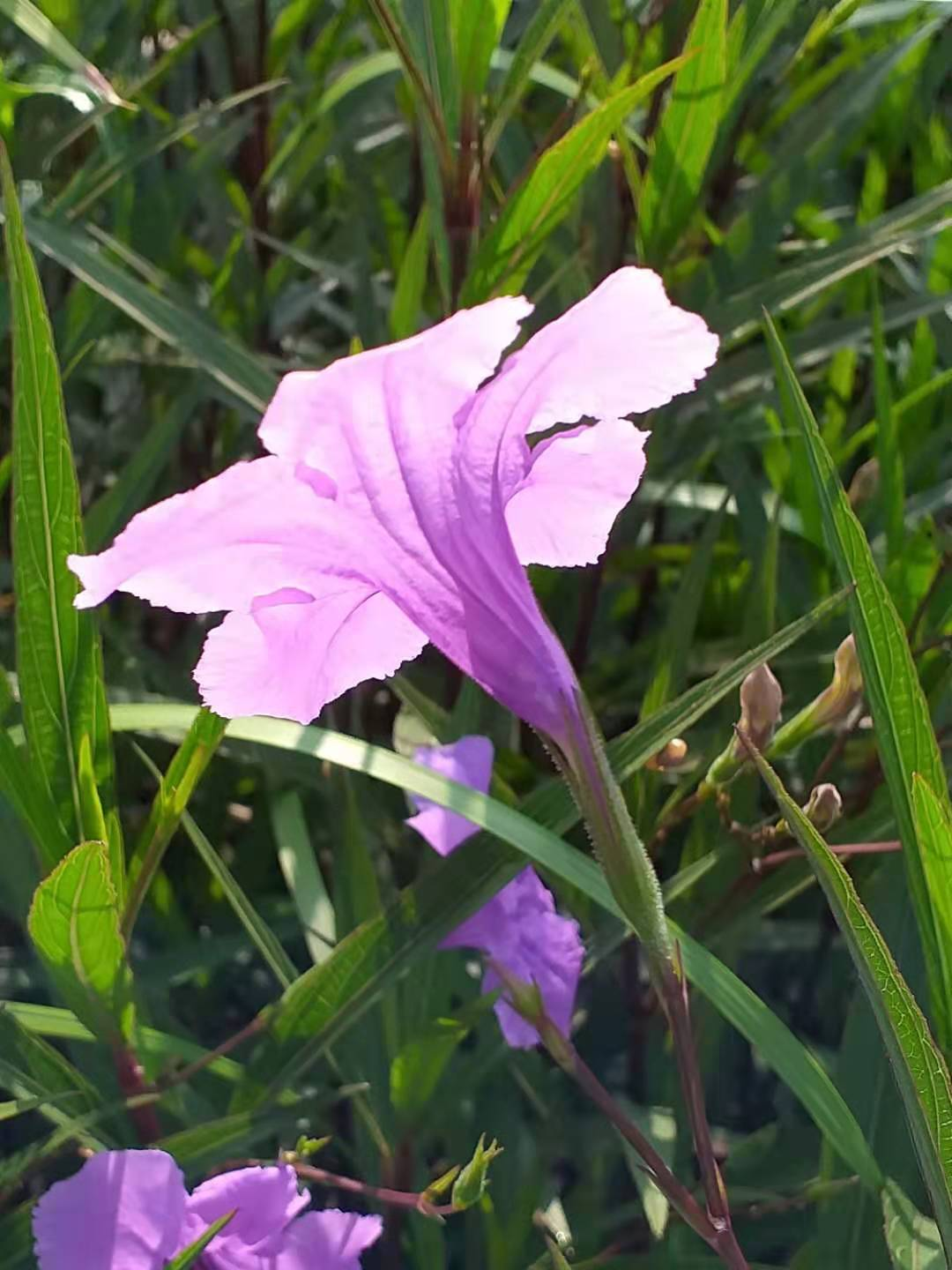
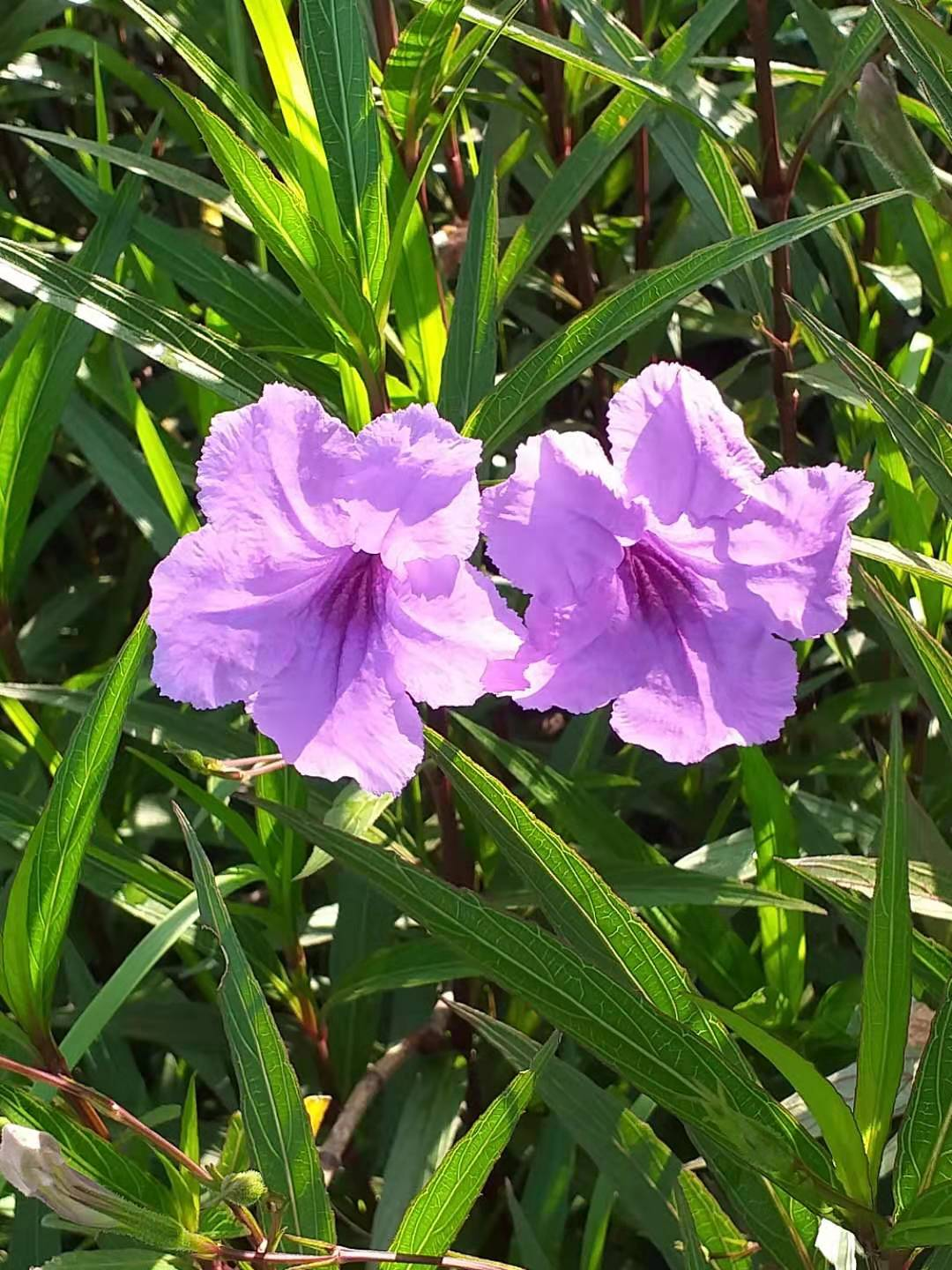